# Zacheusz Pikarski
Zacheusz Pikarski herbu Półkozic (ur. w 1533 roku – zm. w 1597 roku) – kanonik kapituły kolegiackiej św. Jana Chrzciciela w Warszawie, kanonik płocki i pułtuski.
Syn Tobiasza, brat Jana.